# Batopora rosula
Batopora rosula är en mossdjursart som först beskrevs av Reuss 1848.  Batopora rosula ingår i släktet Batopora och familjen Batoporidae. Inga underarter finns listade i Catalogue of Life.